# Унорож (городище)
У́норож — городище, объект археологического наследия у села Унорож Галичского района Костромской области.
Располагается на южной окраине села Унорож на останце первой надпойменной террасы правого берега вытекающей из Галичского озера реки Вексы (левый приток реки Костромы).
В плане городище имеет неправильную, приближающуюся к пятиугольной, форму, с севера и востока оно обтекается рекой Тойгой (правый приток Вексы), отсекающей останец от коренной террасы. Высота склонов над уровнем поймы составляет порядка 9 м. Размеры площадки по линии север-юг составляют порядка 185 м, по линии запад-восток 70-145 м. (площадка сужается в южной части). В северо-западной части, в углу площадки, расположено возвышение, овальное  в плане (местное название - «Курган Журавец»). Представляет собой комплекс разновременных объектов, включая остатки разрушенной позднейшими обитателями мезолитической стоянки, поселения раннего железного века с населением общностей сетчатой керамики и гребенчато-шнуровой керамики, раннесредневекового городища (IX-XI века), древнерусского селища XII-XIII веков, Благовещенского мужского монастыря (XIV-XVIII вв.).

## История
Первые насельники площадки городища в эпоху мезолита (от IX до V тыс. до н. э.), судя по небольшому количеству находок, использовали её в качестве временной стоянки при посещениях местности, по всей видимости, с промысловыми целями. Мезолит на памятнике представлен лишь отдельными находками, по всей видимости, слои этого времени были слишком малы и уничтожены в позднейшие периоды заселения. В начале эпохи раннего железного века (VIII-VI века до н. э.) здесь располагается поселение племён так называемой общности сетчатой керамики, к которым на каком-то этапе подселяются племена культуры гребенчато-шнуровой керамики, традиционно связываемые с ананьинской историко-культурной областью. Поселение раннего железного века представлено уже культурным слоем, сохранившимся на отдельных участках (в 2014 году зафиксирована хозяйственная яма, относящаяся к этому периоду). Поселение раннего железного века представляет особенный интерес в связи с изучением взаимодействия населения лесной полосы в раннем железном веке - западного (сетчатая керамика) и восточного (гребенчато-шнуровая керамика). Традиционно крайне западным районом проникновения ананьинцев считался бассейн реки Ветлуги. Изучение городища позволяет расширить современные представления о взаимодействии двух крупнейших финно-угорских общностей древности.
Наиболее представительным является период традиционно связываемый с так называемой "костромской мерей" , от IX до XI вв. Насколько возможно судить, городище, возникнув в качестве племенного центра финно-угорского населения территорий, прилегавших к Галичскому озеру, становится одним из региональных центров пушной торговли. Об этом свидетельствуют находки предметов импорта из районов от Прибалтики до Прикамья, множества бисера, стеклянные бусы, саманидские дирхемы, абсолютное преобладание костей бобра в остеологических материалах над любыми другими. Любопытно, что население IX века к началу X через некоторое время сменяется также финноязычным, но иным населением - уже вовлеченным в систему международной торговли. Е. А. Рябинин предполагал, что, возможно, уже в первой половине XI века городище могло стать опорным пунктом новгородской колонизации. Также не исключено, связана с вытеснением суздальцами новгородской администрации прослойка сильного пожара, зафиксированная в восточной части в 1988-1989 гг. Возникновение Галича Мерского в XII веке, возможно, обязано этим фактом желанию суздальских князей создать новый административный и военный центр в регионе - альтернативный городищу Унорож. В XII-XIII веках, судя по археологическим материалам, здесь находилось древнерусское селище, с которым связан расположенный здесь же грунтовый могильник. С XIV века на территории городища располагается известный по письменным источникам Благовещенский мужской монастырь, прекративший своё существование лишь в связи с секуляризационными реформами Екатерины II в 1760-х годах. Существует не лишённое оснований предание о том, что именно здесь принял постриг будущий митрополит и святой Русской церкви Иона. В 1814 году на территории бывшего монастыря строится кирпичная Благовещенская церковь - центр прихода для окрестных деревень. На значительной части памятника расположено бывшее приходское кладбище, используемое до сих пор жителями ближайших населённых пунктов. Для археологических исследований доступна в основном северо-западная часть площадки памятника.

## Исследования
Впервые упоминания о городище появляются в газете "Костромские губернские ведомости" (№8 от 1888 года). В 1908 году исследования на памятнике проводит В. Н. Глазов, которым осуществлены раскопки на месте "кургана Журавец" и установлено, что данный объект является остатками оборонительных сооружений. Также им впервые сделаны фотографии городища. В течение длительного времени памятник лишь обследовался в ходе разведочных работ (костромским краеведом В. И. Смирновым в 1927 г., директором Буйского краеведческого музея М. И. Матасовым в 1956 и 1958 гг.,сотрудником Института археологии РАН К. И. Комаровым в 1983 г. В 1988-1989 годах Е. А. Рябининым вскрыто 96 м² в восточной части городища. Полученные результаты показали наличие мерянского горизонта X-XI века, древнерусского XII-XIII века с богатым вещевым инвентарем, включая предметы импорта, связывающего городище с огромными пространствами севера и лесной полосы Восточной Европы. Обнаружены остатки ремесленных мастерских Находки сетчатой керамики позволили говорить о наличии следов раннего железного века. С 2013 года при поддержке Федеральной целевой программы "Культура России" ежегодные исследования на памятнике ведутся Костромской археологической экспедицией под руководством А. В. Новикова. Исследовано более 100 кв.м. в северо-западной части памятника. Выявлены следы ремесленной мастерской, на сегодняшний день материал уже однозначно позволяет утверждать о функционировании мерянского городища как минимум с IX века. Собран богатый вещевой, остеологический и антропологический материал. Удалось выявить участки слоя раннего железного века и зафиксировать хозяйственный объект этого времени. Собрана небольшая коллекция кремнёвых орудий труда и отходов производства мезолитического времени. Впервые зафиксировано наличие грунтового могильника, связанного с древнерусским селищем XII-XIII века. С 2015 года исследования на городище проходят при поддержке Костромского областного отделения Русского географического общества.
В 2016 году выявлена уже четвертая постройка, предположительно образующая вместе с другим улицу ремесленников. Выявлена площадка, выложенная из темного камня с большой каменной плитой - вероятно, остатки производственного объекта. Впервые в истории изучения памятника осуществлен сбор материалов для почвоведческих анализов. По утверждению ведущего научного сотрудника Института Географии РАН доктора наук А. Гольевой, распашка земли осуществлялась здесь ещё в раннем железном веке. Материалы исследований дают все основания утверждать о существовании здесь в раннесредневековое время поселения протогородского типа - древнейшего в Костромском Заволжье. Завершение экспедиции 2016 года было ознаменовано проведением внеочередного заседания Попечительского совета Костромского отделения РГО с участием губернатора Костромской области С.К. Ситникова и открытием экспозиционно-выставочного зала в селе Унорож.
По итогам исследований 2017 года выявлена бронзолитейная мастерская X — начала XI веков с многочисленными тиглями, зафиксирован участок проезжей части примыкающей улицы с покрытием из щепы того же времени. Получен вещевой материал, окончательно подтвердивший датировку начала функционирования городища в раннем средневековье IX веком.

## Прочие сведения
По некоторым сведениям, среди местного населения существовало предание о связи городища с галичскими князьями.
На городище найдена фигурка бобра, вырезанная из бобрового астрагала. Единственный практически полный аналог известен с поселения Крутик на территории современной Вологодской области в бассейне реки Шексны.
На современном этапе определение раннесредневекового комплекса в качестве «мерянского» условно. Большое сходство с материалами поселения Крутик, особенности материальной культуры оставляют открытым вопрос о принадлежности местного населения к «мере» либо «веси».
Снятый костромскими журналистами видеофильм об археологических исследованиях городища в 2016 году был включён в программу XVIII Международного фестиваля археологического фильма в Белграде (Сербия), стал дипломантом конкурса документальных фильмов, теле- и радиопередач в номинации «Культурная Россия» на I международном фестивале имени Миклухо-Маклая «Русский путешественник».
Костромским писателем Владимиром Шамовым написана повесть «Унорож. Сияние тайны», в художественной форме преломляющая взгляды автора на историю городища в «мерянское» время.

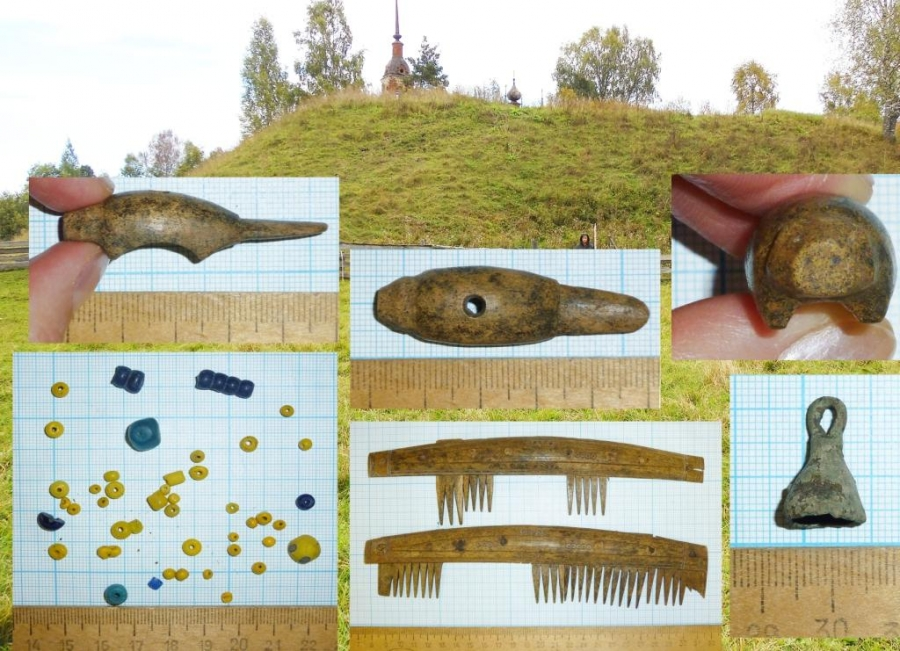
Коллаж с некоторыми находками из горизонта IX—XI веков на городище Унорож
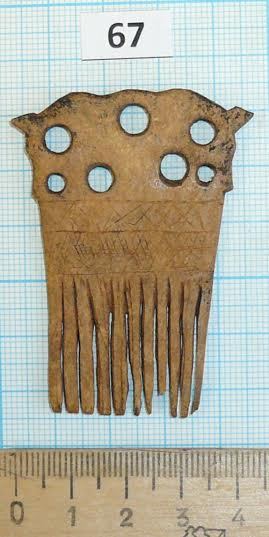
Раннесредневековый зооморфный гребень из раскопок на городище Унорож
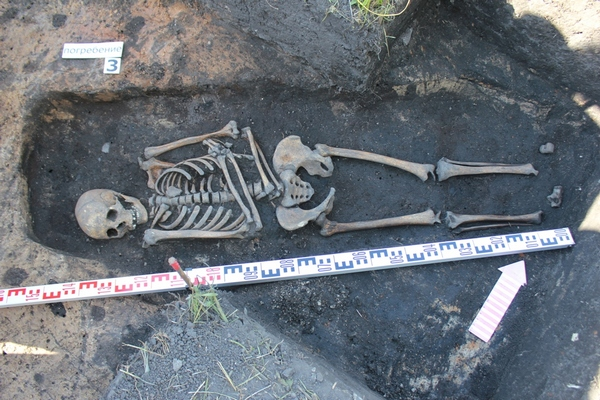
Погребение 3 из могильника конца XIII—первой половины XIV века на городище Унорож